# Andrzej Marszałek
Andrzej Marszałek (ur. 2 sierpnia 1965 w Sochaczewie) – polski piłkarz ręczny (występował na pozycji bramkarza).
Wychowanek i przez długi czas zawodnik Wisły Płock. Z Wisłą zdobył sześciokrotnie Mistrzostwa Polski w piłce ręcznej mężczyzn w 1995, 2002, 2004, 2005, 2006, 2008, dziesięciokrotnie tytuł wicemistrza Polski (w 1992, 1993, 1996, 1997, 1999, 2000, 2001, 2003, 2007 i 2009) oraz czterokrotnie 3. miejsce (w 1990, 1991, 1994, 1998).
Zdobył z Wisłą wszystkie dziesięć Pucharów Polski w 1992, 1995, 1996, 1997, 1998, 1999, 2001, 2005, 2007, 2008.
Podczas meczu Orlen Wisła Płock – Vive Kielce kończył swoją wieloletnią przygodę z piłką ręczną i Orlen Wisłą, jednak w sezonie 2009/2010 postanowił wrócić i spróbować swoich sił na pierwszoligowych parkietach, broniąc barw Juranda Ciechanów.

## Statystyka meczów w barwach Wisły

### Sezon
- 1999/2000 – 30 meczów
- 2000/2001 – 29 meczów/2 bramki
- 2001/2002 – 31 meczów
- 2002/2003 – 21 meczów
- 2003/2004 – 26 meczów/1 bramka
- 2004/2005 – 15 meczów/ 1 bramka
- 2005/2006 – 21 meczów
- 2006/2007 – 7 meczów
- 2007/2008 – 27 meczów
- 2008/2009 – 0 meczów

Łącznie – 207 meczów/ 4 bramki

### Mecze w Lidze Mistrzów
- 2002/2003 – 6/0
- 2004/2005 – 6/0
- 2005/2006 – 5/0
- 2006/2007 – 6/0
- 2007/2008 – 3/0

## Polityka
W wyborach samorządowych w 2002 bez powodzenia kandydował do Rady Miasta Płocka z listy Samoobrony Rzeczpospolitej Polskiej.

## Życie prywatne
Żonaty, dwójka dzieci: córka Anastazja i syn Maciej.